# КК (певец)
Кришнакумар Куннатт (малаял. കൃഷ്ണകുമാര് കുന്നത്ത്) , более известный как КК (23 августа 1968, Дели — 31 мая 2022, Калькутта) — индийский певец и закадровый исполнитель. На его счету несколько самых популярных песен киноидустрии на хинди конца 1990-х и 2000-х годов. За свою почти 30-летнюю карьеру он записал более 500 песен на хинди и более 200 песен на языках телугу, бенгали, каннада и малаялам и получил несколько наград, в том числе две премии Screen Awards.

## Биография
Родился 23 августа 1968 года в Дели. Его родителями были Куннатт Канакавалли и К. С. Наир (в некоторых источниках К. С. Менон) — малаяли родом из Триссура.
Он окончил школу Маунт-Сент-Мэри и колледж Кирори Мал при Делийском университете.
В колледже увлекся роком и был поклонником Кишора Кумара.
Отец КК, который работал в известной частной фирме в Дели, настоял на том, чтобы его сын, после получения степени бакалавра искусств, присоединился к бухгалтерской фирме. Будущий певец около полугода проработал консультантом по маркетингу в гостиничном бизнесе.
В 1991 году он женился на своей подруге Джоти, с которой они были знакомы с 1980 года.
В 1992 году КК решил следовать своей страсти к музыке и, оставив работу, переехал в Мумбаи.
Первое время он зарабатывал, работая певцом в отелях и записывая рекламные джинглы.
В 1994 году он решился отправить свои демо-записи композиторам Луису Бэнксу, Ранджиту Бароту и Лесли Льюису.
Его первым шагом в кино стали телугу- и хинди-язычные версии песен «Kalluri Saaley» и «Hello Droctor» на музыку А. Р. Рахмана, записанные для тамильского фильма Kadhal Desam (1996). Он также спел мужскую партию в песне «Strawberry» из романтической комедии Minsara Kanavu (1997). Певец дебютировал в Болливуде, исполнив небольшой отрывок в песне «Chhod Aaye Hum» из фильма «Поджигатели» (1996) Гульзара.
В 1999 году он принял участие в записи песни «Josh of India» в поддержку индийской команды по крикету на чемпионате мира и выпустил свой дебютный сольный альбом под названием Pal, музыку к которому написал Лесли Льюис. В том же году вышел его первый хит в кино — «Tadap Tadap», записанный для фильма «Навеки твоя». 
Его ранние хиты, такие как «Pyaar ke Pal» и «Yaaron Dosti» с первого альбома, рассказывали о дружбе, непостоянстве жизни и ностальгии, также как суперхит «Koi Kahe Kehta Rahe» (совместно с Шааном и Шанкаром Махадеваном) из молодежной комедии «Любящие сердца» (2001).
В тот же год КК спел «Jab Bhi Koi Haseena» для фильма «Горе-вымогатели», «Jhanak Jhanak Baaje» для фильма Farz, «Mil Jaye Khazana» для Yeh Teraa Ghar Yeh Meraa Ghar и «Aaja Gufaon Mein» для «Отражение». В следующем году он записал «Dola Re Dola» и «Maar Dala» для фильма «Девдас» С. Л. Бхансали и «Bardaasht» для «Мечта афериста» режиссёрского дуэта Аббас-Мастан. КК номинировался на Filmfare Award за лучший мужской закадровый вокал шесть раз, в том числе за исполнение «Dus Bahane» в «Час икс» (2005), «Aankhon Mein Teri» в «Когда одной жизни мало» (2007), «Khuda Jaane» в «Берегитесь, красавицы» и «Zara Sa» в «Небеса: в поисках рая» (2008). В 2000-х он был голосом таких звёзд Болливуда, как Шахрукх Хан, Ранбир Капур и Салман Хан.
В 2008 году КК выпустил свой второй альбом Humsafar. В нём певец отошёл от поп-музыки в сторону поп-рока. Некоторые песни были экспериментом, например, «Raina Bhai Kaari» представляла собой смесь бенгальского баула с роком и напоминала композиции С. Д. Бурмана. В альбом также вошла рок-баллада «Cineraria» на английском языке. В 2013 году он спел «Rose of My Heart» для международного альбома Rise Up (Colors of Peace), состоявшем из песен, написанных турецким поэтом Фетуллахом Гюленом и исполненных артистами из 12 стран. 
В конце 2010-х его голос стал появляться в фильмах на хинди реже, поскольку, как он сказал в интервью The Times of India в 2018 году, он хотел «заново открыть» себя и ему не хватало «свободы создавать свои собственные песни и музыку».
Он стал чаще появляться на музыкальных телешоу и продолжил выступать с концертами. После одного из концертов в колледже Калькутты 31 мая 2022 года певец почувствовал недомогание и был доставлен в больницу, где скоропостижно скончался.
У него остались жена, сын Накул и дочь Тамара.